# Indian Wells Open 2005 - Qualificazioni singolare maschile
Le qualificazioni del singolare maschile dell'Indian Wells Open 2005 sono state un torneo di tennis preliminare per accedere alla fase finale della manifestazione. I vincitori dell'ultimo turno sono entrati di diritto nel tabellone principale. In caso di ritiro di uno o più giocatori aventi diritto a questi sono subentrati i lucky loser, ossia i giocatori che hanno perso nell'ultimo turno ma che avevano una classifica più alta rispetto agli altri partecipanti che avevano comunque perso nel turno finale.
Le qualificazioni del torneo Indian Wells Open 2005 prevedevano 48 partecipanti di cui 12 sono entrati nel tabellone principale.

## Teste di serie
1. Wayne Arthurs (Qualificato)
2. Philipp Kohlschreiber (primo turno)
3. Tomáš Zíb (Qualificato)
4. Lars Burgsmüller (primo turno)
5. Davide Sanguinetti (ultimo turno)
6. Jean-René Lisnard (Qualificato)
7. Bohdan Ulihrach (ultimo turno)
8. Björn Phau (ultimo turno)
9. Ivo Minář (primo turno)
10. Giovanni Lapentti (Qualificato)
11. Thierry Ascione (ultimo turno)
12. Ivo Heuberger (primo turno)

1. Gilles Simon (primo turno)
2. Grégory Carraz (Qualificato)
3. Arnaud Clément (Qualificato)
4. Bobby Reynolds (primo turno)
5. Assente
6. Julien Jeanpierre (primo turno)
7. Frank Dancevic (ultimo turno)
8. Andreas Seppi (ultimo turno)
9. Noam Okun (ultimo turno)
10. Amer Delić (primo turno)
11. Jeff Salzenstein (Qualificato)
12. Tobias Summerer (primo turno)

## Qualificati
1. Wayne Arthurs
2. Wayne Odesnik
3. Tomáš Zíb
4. Brian Vahaly
5. Grégory Carraz
6. Jean-René Lisnard

1. Arnaud Clément
2. Jeff Salzenstein
3. Paul Goldstein
4. Giovanni Lapentti
5. Ramón Delgado
6. Bobby Reynolds

## Tabellone

### Legenda
| - Q = Qualificato - WC = Wild card - LL = Lucky loser | - ALT = Alternate - SE = Special Exempt - PR = Protected Ranking | - w/o = Walkover - r = Ritirato - d = Squalificato |

### Sezione 1
|  | Primo turno | Primo turno          | Primo turno          | Primo turno | Primo turno |  |  | Ultimo turno | Ultimo turno  | Ultimo turno  | Ultimo turno | Ultimo turno |  |
|  |             |                      |                      |             |             |  |  |              |               |               |              |              |  |
|  | 1           | Wayne Arthurs        | Wayne Arthurs        | 7           | 7           |  |  |              |               |               |              |              |  |
|  |             | Juan-Pablo Brzezicki | Juan-Pablo Brzezicki | 5           | 6(1)        |  |  | 1            | Wayne Arthurs | Wayne Arthurs | 6            | 6            |  |
|  |             | Brendan Evans        | Brendan Evans        | 6           | 6           |  |  |              | Brendan Evans | Brendan Evans | 2            | 3            |  |
|  | 13          | Gilles Simon         | Gilles Simon         | 3           | 2           |  |  |              |               |               |              |              |  |

### Sezione 2
|  | Primo turno | Primo turno           | Primo turno       | Primo turno | Primo turno |  |  | Ultimo turno    | Ultimo turno    | Ultimo turno | Ultimo turno | Ultimo turno |  |
|  |             |                       |                   |             |             |  |  |                 |                 |              |              |              |  |
|  |             | Wayne Odesnik         | 4                 | 6           | 6           |  |  |                 |                 |              |              |              |  |
|  | 2           | Philipp Kohlschreiber | 6                 | 4           | 2           |  |  | Wayne Odesnik   | Wayne Odesnik   | 4            | 7            | 6            |  |
|  |             | Tobias Summerer       | Tobias Summerer   | 6           | 6           |  |  | Tobias Summerer | Tobias Summerer | 6            | 5            | 0            |  |
|  | 24          | Juan Pablo Guzmán     | Juan Pablo Guzmán | 1           | 2           |  |  |                 |                 |              |              |              |  |

### Sezione 3
|  | Primo turno | Primo turno    | Primo turno | Primo turno | Primo turno |  |  | Ultimo turno | Ultimo turno  | Ultimo turno  | Ultimo turno | Ultimo turno |  |
|  |             |                |             |             |             |  |  |              |               |               |              |              |  |
|  | 3           | Tomáš Zíb      | 7           | 5           | 6           |  |  |              |               |               |              |              |  |
|  |             | Roko Karanušić | 5           | 7           | 1           |  |  | 3            | Tomáš Zíb     | Tomáš Zíb     | 6            | 6            |  |
|  | 20          | Andreas Seppi  | 3           | 6           | 6           |  |  | 20           | Andreas Seppi | Andreas Seppi | 3            | 0            |  |
|  |             | Glenn Weiner   | 6           | 2           | 2           |  |  |              |               |               |              |              |  |

### Sezione 4
|  | Primo turno | Primo turno      | Primo turno      | Primo turno | Primo turno |  |  | Ultimo turno | Ultimo turno | Ultimo turno | Ultimo turno | Ultimo turno |  |
|  |             |                  |                  |             |             |  |  |              |              |              |              |              |  |
|  |             | Brian Vahaly     | Brian Vahaly     | 6           | 7           |  |  |              |              |              |              |              |  |
|  | 4           | Lars Burgsmüller | Lars Burgsmüller | 4           | 6           |  |  |              | Brian Vahaly | Brian Vahaly | 6            | 6            |  |
|  | 21          | Noam Okun        | Noam Okun        | 6           | 6           |  |  | 21           | Noam Okun    | Noam Okun    | 2            | 0            |  |
|  |             | Uros Vico        | Uros Vico        | 1           | 2           |  |  |              |              |              |              |              |  |

### Sezione 5
|  | Primo turno | Primo turno        | Primo turno        | Primo turno | Primo turno |  |  | Ultimo turno | Ultimo turno       | Ultimo turno | Ultimo turno | Ultimo turno |  |
|  |             |                    |                    |             |             |  |  |              |                    |              |              |              |  |
|  | 5           | Davide Sanguinetti | Davide Sanguinetti | 6           | 6           |  |  |              |                    |              |              |              |  |
|  |             | Florent Serra      | Florent Serra      | 4           | 2           |  |  | 5            | Davide Sanguinetti | 4            | 6            | 3            |  |
|  | 14          | Grégory Carraz     | Grégory Carraz     | 6           | 7           |  |  | 14           | Grégory Carraz     | 6            | 2            | 6            |  |
|  |             | Dick Norman        | Dick Norman        | 2           | 5           |  |  |              |                    |              |              |              |  |

### Sezione 6
|  | Primo turno | Primo turno       | Primo turno       | Primo turno | Primo turno |  |  | Ultimo turno | Ultimo turno      | Ultimo turno      | Ultimo turno | Ultimo turno |  |
|  |             |                   |                   |             |             |  |  |              |                   |                   |              |              |  |
|  | 6           | Jean-René Lisnard | Jean-René Lisnard | 6           | 7           |  |  |              |                   |                   |              |              |  |
|  |             | Igor' Kunicyn     | Igor' Kunicyn     | 4           | 5           |  |  | 6            | Jean-René Lisnard | Jean-René Lisnard | 6            | 6            |  |
|  |             | Julien Jeanpierre | Julien Jeanpierre | 6           | 6           |  |  |              | Julien Jeanpierre | Julien Jeanpierre | 3            | 3            |  |
|  | 18          | Alexander Peya    | Alexander Peya    | 1           | 3           |  |  |              |                   |                   |              |              |  |

### Sezione 7
|  | Primo turno | Primo turno            | Primo turno     | Primo turno | Primo turno |  |  | Ultimo turno | Ultimo turno    | Ultimo turno    | Ultimo turno | Ultimo turno |  |
|  |             |                        |                 |             |             |  |  |              |                 |                 |              |              |  |
|  | 7           | Bohdan Ulihrach        | Bohdan Ulihrach | 6           | 6           |  |  |              |                 |                 |              |              |  |
|  |             | Oliver Marach          | Oliver Marach   | 2           | 3           |  |  | 7            | Bohdan Ulihrach | Bohdan Ulihrach | 3            | 6            |  |
|  | 15          | Arnaud Clément         | 5               | 6           | 6           |  |  | 15           | Arnaud Clément  | Arnaud Clément  | 6            | 7            |  |
|  |             | Édouard Roger-Vasselin | 7               | 2           | 4           |  |  |              |                 |                 |              |              |  |

### Sezione 8
|  | Primo turno | Primo turno       | Primo turno       | Primo turno | Primo turno |  |  | Ultimo turno | Ultimo turno     | Ultimo turno     | Ultimo turno | Ultimo turno |  |
|  |             |                   |                   |             |             |  |  |              |                  |                  |              |              |  |
|  | 8           | Björn Phau        | Björn Phau        | 6           | 6           |  |  |              |                  |                  |              |              |  |
|  |             | Julian Knowle     | Julian Knowle     | 4           | 4           |  |  | 8            | Björn Phau       | Björn Phau       | 4            | 3            |  |
|  | 23          | Jeff Salzenstein  | Jeff Salzenstein  | 6           | 7           |  |  | 23           | Jeff Salzenstein | Jeff Salzenstein | 6            | 6            |  |
|  |             | Pedro Rico Garcia | Pedro Rico Garcia | 3           | 5           |  |  |              |                  |                  |              |              |  |

### Sezione 9
|  | Primo turno | Primo turno        | Primo turno        | Primo turno | Primo turno |  |  | Ultimo turno   | Ultimo turno   | Ultimo turno | Ultimo turno | Ultimo turno |  |
|  |             |                    |                    |             |             |  |  |                |                |              |              |              |  |
|  |             | Paul Goldstein     | Paul Goldstein     | 6           | 6           |  |  |                |                |              |              |              |  |
|  | 9           | Ivo Minář          | Ivo Minář          | 4           | 1           |  |  | Paul Goldstein | Paul Goldstein | 5            | 7            | 6            |  |
|  |             | Amer Delić         | Amer Delić         | 6           | 6           |  |  | Amer Delić     | Amer Delić     | 7            | 5            | 0            |  |
|  | 22          | Michael Ryderstedt | Michael Ryderstedt | 4           | 3           |  |  |                |                |              |              |              |  |

### Sezione 10
|  | Primo turno | Primo turno        | Primo turno        | Primo turno | Primo turno |  |  | Ultimo turno | Ultimo turno      | Ultimo turno      | Ultimo turno | Ultimo turno |  |
|  |             |                    |                    |             |             |  |  |              |                   |                   |              |              |  |
|  | 10          | Giovanni Lapentti  | 2                  | 6           | 6           |  |  |              |                   |                   |              |              |  |
|  |             | Robert Kendrick    | 6                  | 3           | 2           |  |  | 10           | Giovanni Lapentti | Giovanni Lapentti | 6            | 6            |  |
|  | 19          | Frank Dancevic     | Frank Dancevic     | 6           | 6           |  |  | 19           | Frank Dancevic    | Frank Dancevic    | 4            | 2            |  |
|  |             | Jo-Wilfried Tsonga | Jo-Wilfried Tsonga | 1           | 2           |  |  |              |                   |                   |              |              |  |

### Sezione 11
|  | Primo turno    | Primo turno     | Primo turno     | Primo turno | Primo turno |  |  | Ultimo turno | Ultimo turno    | Ultimo turno    | Ultimo turno | Ultimo turno |  |
|  |                |                 |                 |             |             |  |  |              |                 |                 |              |              |  |
|  | 11             | Thierry Ascione | Thierry Ascione | 7           | 7           |  |  |              |                 |                 |              |              |  |
|  |                | Cecil Mamiit    | Cecil Mamiit    | 62          | 64          |  |  | 11           | Thierry Ascione | Thierry Ascione | 65           | 4            |  |
|  | Ramón Delgado  | Ramón Delgado   | 4               | 6           | 6           |  |  |              | Ramón Delgado   | Ramón Delgado   | 7            | 6            |  |
|  | Nenad Zimonjić | Nenad Zimonjić  | 6               | 3           | 4           |  |  |              |                 |                 |              |              |  |

### Sezione 12
|  | Primo turno | Primo turno      | Primo turno      | Primo turno | Primo turno |  |  | Ultimo turno   | Ultimo turno   | Ultimo turno   | Ultimo turno | Ultimo turno |  |
|  |             |                  |                  |             |             |  |  |                |                |                |              |              |  |
|  |             | Hugo Armando     | Hugo Armando     | 6           | 6           |  |  |                |                |                |              |              |  |
|  | 12          | Ivo Heuberger    | Ivo Heuberger    | 4           | 4           |  |  | Hugo Armando   | Hugo Armando   | Hugo Armando   | 62           | 1r           |  |
|  |             | Bobby Reynolds   | Bobby Reynolds   | 7           | 6           |  |  | Bobby Reynolds | Bobby Reynolds | Bobby Reynolds | 7            | 4            |  |
|  | 16          | Justin Gimelstob | Justin Gimelstob | 64          | 3           |  |  |                |                |                |              |              |  |